# 살리마 마자리

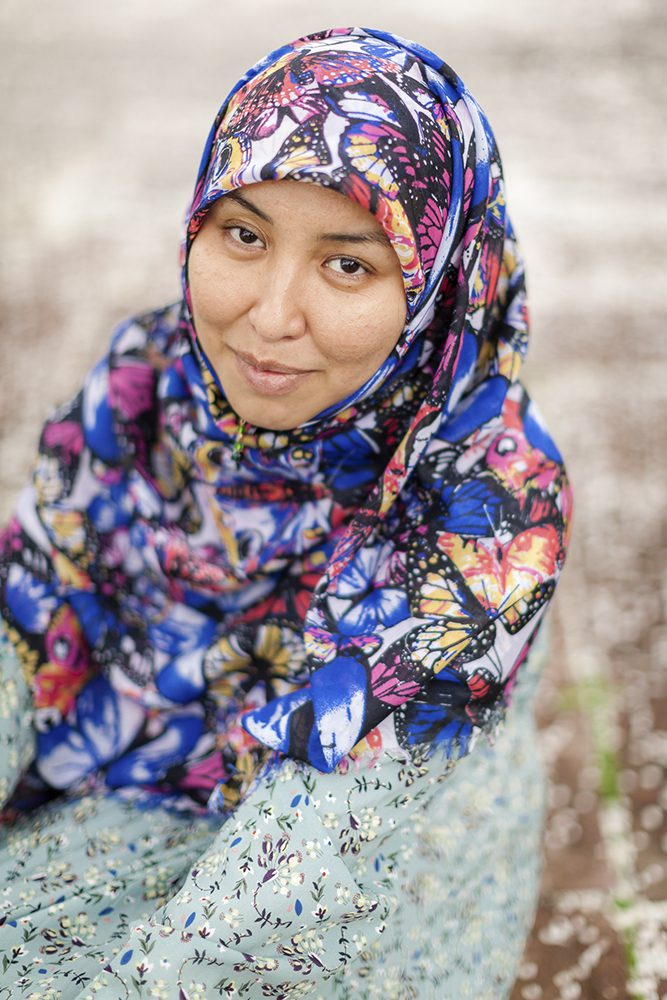

살리마 마자리(파슈토어: سلیمه مزاری, 1980년 -)는 아프가니스탄 발흐주 차르킨트군 군수이다.
현재 탈레반에 항전하다 구금되어있는 상태다.

## 생애
소련–아프가니스탄 전쟁으로 가족들이 망명한 이란에서 1980년에 난민으로 태어났다.

## 같이 보기
- 자리파 가파리